# DBNL
DBNL (англ. Drebrin like) – білок, який кодується однойменним геном, розташованим у людей на короткому плечі 7-ї хромосоми. Довжина поліпептидного ланцюга білка становить 430 амінокислот, а молекулярна маса — 48 207.
| 10         |  | 20         |  | 30         |  | 40         |  | 50         |
| ---------- |  | ---------- |  | ---------- |  | ---------- |  | ---------- |
| MAANLSRNGP |  | ALQEAYVRVV |  | TEKSPTDWAL |  | FTYEGNSNDI |  | RVAGTGEGGL |
| EEMVEELNSG |  | KVMYAFCRVK |  | DPNSGLPKFV |  | LINWTGEGVN |  | DVRKGACASH |
| VSTMASFLKG |  | AHVTINARAE |  | EDVEPECIME |  | KVAKASGANY |  | SFHKESGRFQ |
| DVGPQAPVGS |  | VYQKTNAVSE |  | IKRVGKDSFW |  | AKAEKEEENR |  | RLEEKRRAEE |
| AQRQLEQERR |  | ERELREAARR |  | EQRYQEQGGE |  | ASPQRTWEQQ |  | QEVVSRNRNE |
| QESAVHPREI |  | FKQKERAMST |  | TSISSPQPGK |  | LRSPFLQKQL |  | TQPETHFGRE |
| PAAAISRPRA |  | DLPAEEPAPS |  | TPPCLVQAEE |  | EAVYEEPPEQ |  | ETFYEQPPLV |
| QQQGAGSEHI |  | DHHIQGQGLS |  | GQGLCARALY |  | DYQAADDTEI |  | SFDPENLITG |
| IEVIDEGWWR |  | GYGPDGHFGM |  | FPANYVELIE |  |            |  |            |

A: Аланін

C: Цистеїн

D: Аспарагінова кислота

E: Глутамінова кислота

F: Фенілаланін

G: Гліцин

H: Гістидин

I: Ізолейцин

K: Лізин

L: Лейцин

M: Метіонін

N: Аспарагін

P: Пролін

Q: Глутамін

R: Аргінін

S: Серин

T: Треонін

V: Валін

W: Триптофан

Кодований геном білок за функцією належить до фосфопротеїнів. 
Задіяний у таких біологічних процесах, як адаптивний імунітет, імунітет, транспорт, ендоцитоз, ацетилювання, альтернативний сплайсинг. 
Білок має сайт для зв'язування з молекулою актину. 
Локалізований у клітинній мембрані, цитоплазмі, цитоскелеті, мембрані, клітинних контактах, клітинних відростках, цитоплазматичних везикулах, апараті гольджі, синапсах, ендосомах.